# Coenonympha brenda
Coenonympha brenda är en fjärilsart som beskrevs av Edwards 1870. Coenonympha brenda ingår i släktet Coenonympha och familjen praktfjärilar. Inga underarter finns listade i Catalogue of Life.